# Гелиос-44
Гелиос-44 — советский фотообъектив семейства «Гелиос», созданный на основе немецкого «Zeiss Biotar 2,0/58» и выпускавшийся с 1958 по 1999 год в разных вариантах в качестве штатного для разных типов зеркальных малоформатных фотоаппаратов. Один из самых массовых фотообъективов в мире. 

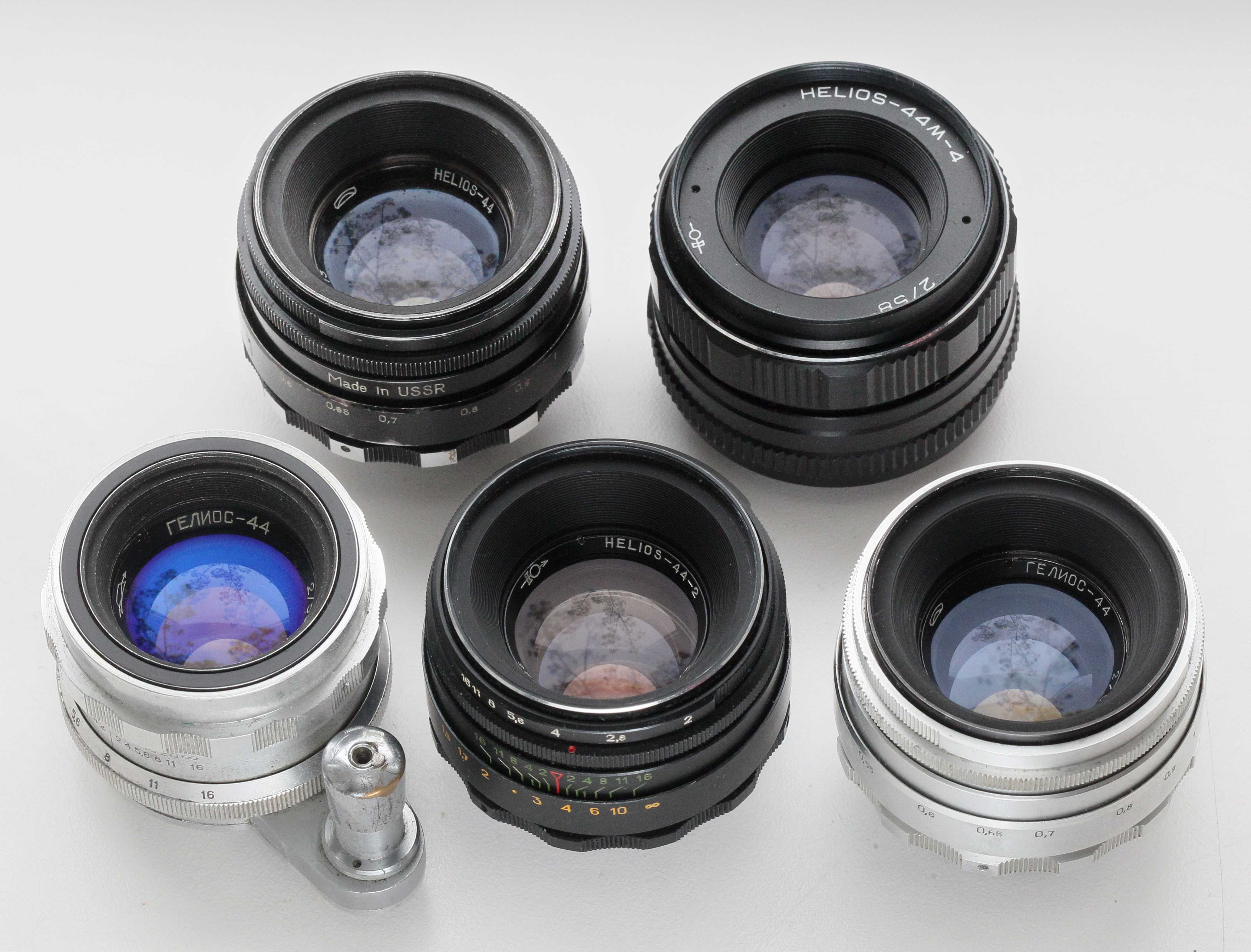
Разные модификации объектива «Гелиос-44». Слева-направо нижний ряд: «Гелиос-44» фотоаппарата «Старт»; «Гелиос-44-2» с резьбой M42x1; «Гелиос-44» в неокрашенной оправе для «Зенита-3м». Верхний ряд слева «Гелиос-44» с резьбой M39x1 «зебра»; справа «Гелиос-44М-4» с прыгающей диафрагмой

Первоначально выпускался на Красногорском механическом заводе и ММЗ, а в конце 1980-х производство перенесено из Красногорска на дочерний Валдайский завод «Юпитер».

## Распространение и особенности
Объектив «Гелиос-44» был известен каждому советскому фотолюбителю и профессиональному фотографу, поскольку выпускался массовыми тиражами для оснащения практически всех моделей фотоаппаратов «Зенит». «Гелиос» был дорогой альтернативой простейшему «Индустару-50», которым комплектовалась часть тех же фотоаппаратов. В то же время, по сравнению с аналогичным по светосиле «Юпитером-8» он был технологичнее, поскольку при одинаковом количестве линз в конструкции «Гелиоса» использовалось всего три сорта стекла против пяти у «Юпитера». Кроме высокой по советским меркам светосилы, этот объектив был одним из самых оснащённых приспособлениями для автоматизации диафрагмы. По его модификациям можно отследить всю историю совершенствования оптики для зеркальной фототехники. Один из первых объективов этой серии был выпущен для фотоаппарата «Старт», создававшегося с прицелом на профессиональную фотожурналистику. Оправа этого «Гелиоса-44» была сделана по образцу сменной оптики для «Экзакты», и содержала встроенный механизм нажимной диафрагмы, привод которой совмещён со спусковой кнопкой. При её нажатии диафрагма закрывалась до рабочего значения, перед этим позволяя фокусировать объектив и производить кадрирование при максимальной яркости изображения в зеркальном визире.

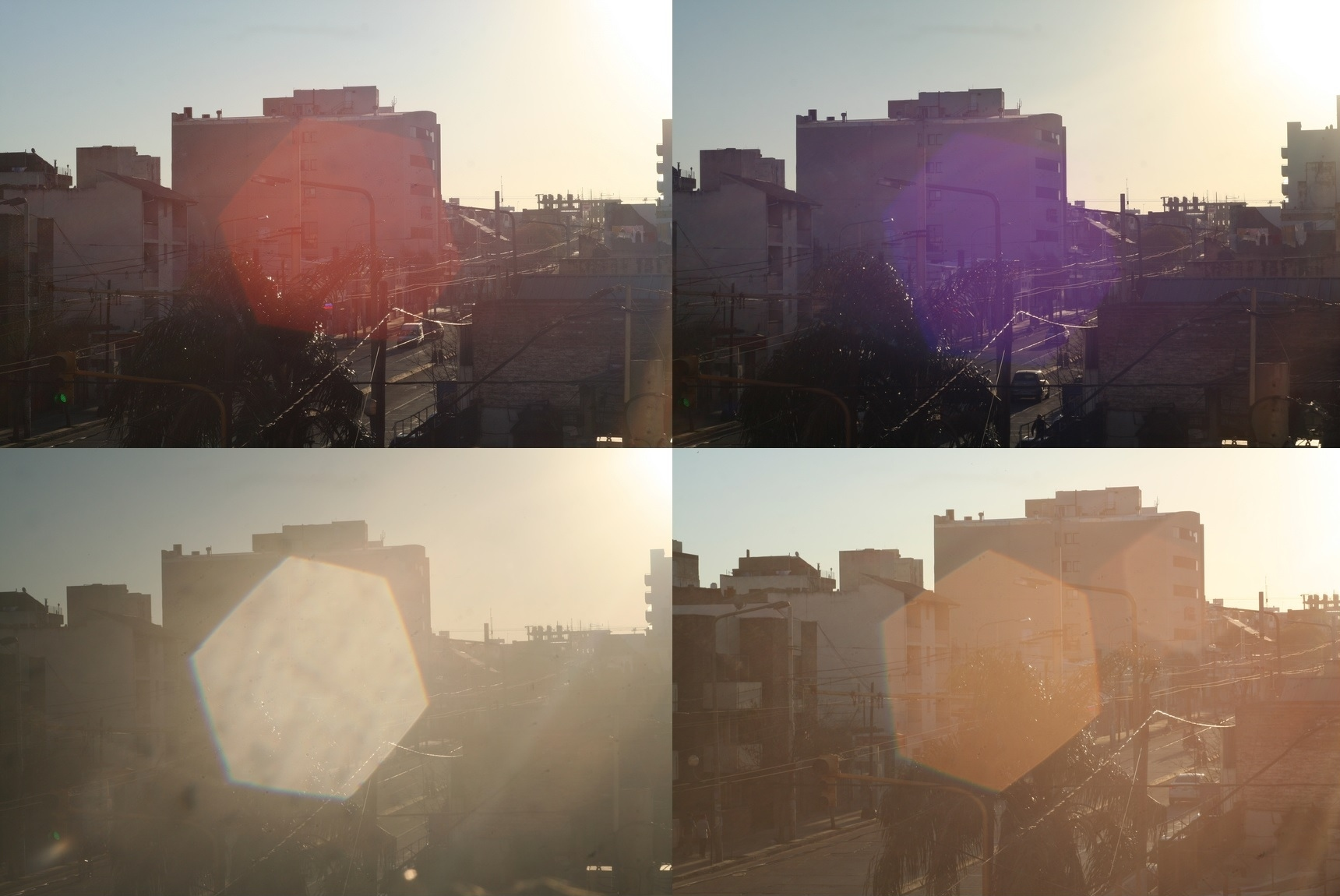
При съёмке в контровом освещении «Гелиос-44» даёт сильное светорассеяние, которое у разных версий объектива проявляется неодинаково

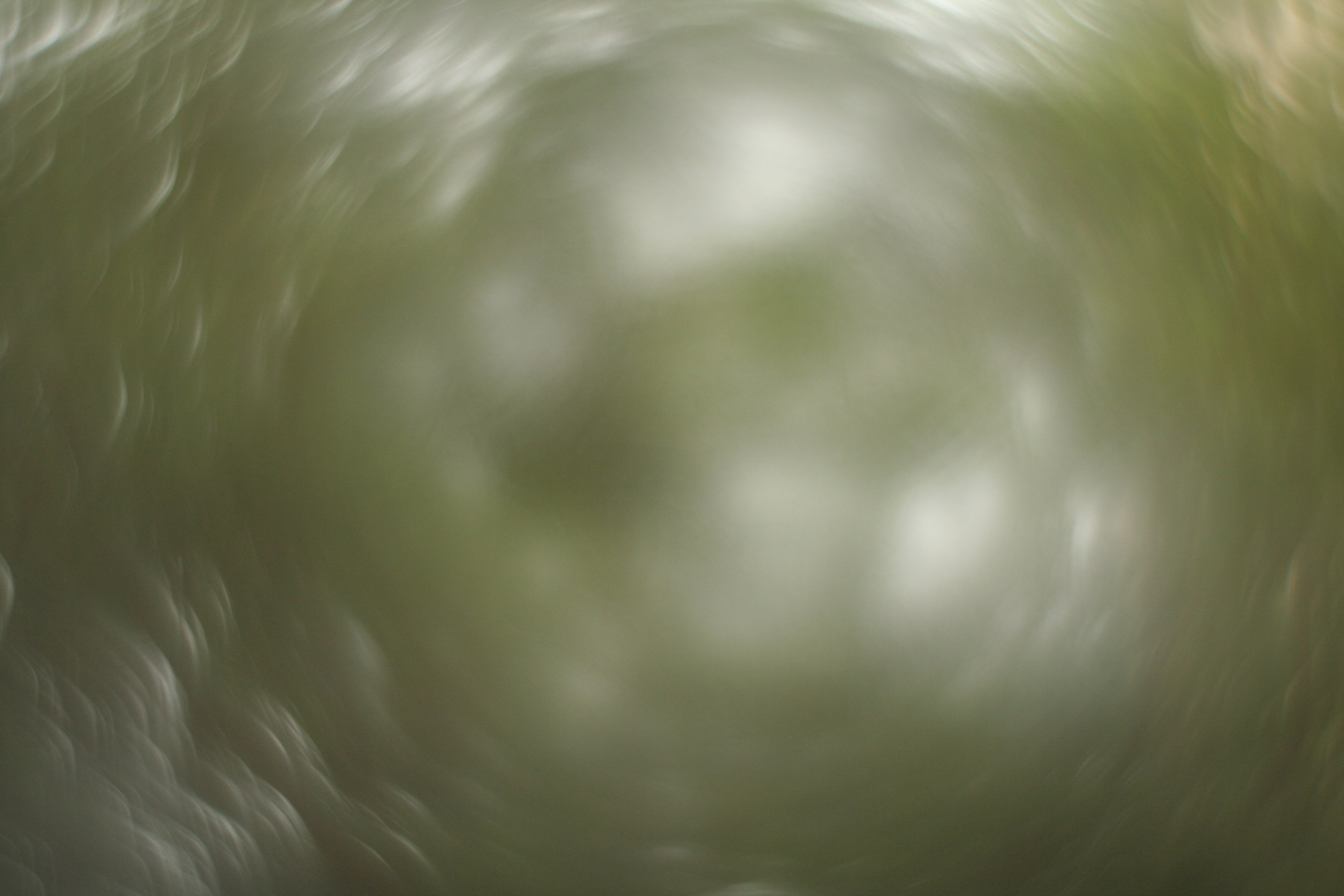
«Закрученное» боке объектива «Гелиос-44» с перевёрнутой передней линзой

Диафрагма базовой модификации объектива с резьбовым креплением М39 закрывалась вручную до значения, установленного дополнительным кольцом заранее. Механизм позволял фотографу не отрывать глаз от окуляра, закрывая диафрагму до рабочего значения вслепую. Аналогичное устройство унаследовал и «Гелиос-44-2», рассчитанный на более современное крепление с резьбой М42. Привод диафрагмы с внутренним толкателем по типу Praktica/Pentax «Гелиос-44М» получил одним из первых советских объективов. В зависимости от конструкции фотоаппарата диафрагма этого объектива могла быть как нажимной с приводом от спусковой кнопки («Зенит-TTL», «Зенит-ЕМ»), так и прыгающей («Зенит-19», «Praktica»). В последнем случае толкатель в заднем торце оправы приводился в действие механизмом затвора. Дальнейшее совершенствование коснулось просветления: в последних версиях оно стало многослойным ахроматическим. В общей сложности, «Гелиос-44» оставался на конвейере более трёх десятилетий.
Однако, несмотря на высокую светосилу и удачную конструкцию, среди фотографов он не пользовался уважением. Профессионалы и квалифицированные любители предпочитали ему более качественную оптику, такую как «Зенитар», «Волна» или даже «Индустар-61 Л/З». К середине 1980-х годов конструкция «Гелиоса-44», унаследованная от немецкого прототипа 1939 года, уже была устаревшей. Объектив уступал современным аналогам по разрешающей способности, и особенно по контрасту и светорассеянию. Последний недостаток не удалось устранить даже многослойным просветлением. Дополнительным неудобством многие считали нестандартное фокусное расстояние 58,6 мм вместо общепринятых 50. Кроме того, к концу выпуска качество стекла и сборки упали настолько, что ухудшение характеристик стало заметно даже неспециалистам. Покупатели стали замечать пятна смазки оправы на внутренних поверхностях линз, количество пузырьков в которых стало превышать все допуски.
В настоящее время объектив популярен у любителей дискретной ретро-оптики, поскольку из-за выпуска огромным тиражом он остаётся самым доступным на вторичном рынке светосильным «полтинником». Определённую роль играет «закрученное» боке, характерное для большинства вариаций «Планара», в числе которых «Biotar» и все его клоны. Среди знатоков больше всего ценится самая ранняя «серебристая» версия с резьбой М39, поскольку качество её сборки контролировалось наиболее строго. Кроме того, диафрагма почти всех таких объективов состоит из 13 лепестков, давая круглое отверстие во всём диапазоне. Однако из-за «голубого» просветления, рассчитанного на панхроматическую фотоплёнку, такие объективы значительно «утепляют» изображение и дают синие блики от ярких источников контрового света, а также падение контраста по всему полю. Ещё одна почитаемая версия носит жаргонное название «зебра» (ММЗ) из-за сочетания чёрной оправы с неокрашенными алюминиевыми рёбрами кольца фокусировки: такие объективы, выпускавшиеся с 1966 по 1972 год, частично предназначались на экспорт.
В 2014 году КМЗ одновременно с анонсом и выпуском новых объективов Зенитар и Гелиос-40 произвёл небольшую партию MC Helios 44C-4 с байонетом Canon EF. Среди фотолюбителей разных стран распространены различные способы изменения свойств этого объектива, достаточно дешёвого для разборки и экспериментов. Наиболее известна модификация с переворачиванием передней или задней линз задом-наперёд. В этом случае подчёркивается так называемый «туннельный эффект» боке. Ещё один способ заключается в полном удалении одной из половин, в результате чего получается мягкорисующий объектив с фокусным расстоянием около 116 мм и светосилой f/4.

## Модификации
Под модельными обозначениями 44K и 44C объектив выпускался в оправах с байонетом K и Canon EF.
|                                             | Гелиос-44 Старт | Гелиос-44 | Гелиос-44-2 | Гелиос-44-7 | Гелиос-44M | Гелиос-44M-4 | MC Гелиос-44M-4~7 | MC Гелиос-44K-4 |
| ------------------------------------------- | --------------- | --------- | ----------- | ----------- | ---------- | ------------ | ----------------- | --------------- |
| Период производства                         | 1958–1964       | 1960-1970 | 1966-1999   | 1968-1971   | 1972-1999  | 1977-1999    | 1987-1999         | 1985-1999       |
| Количество лепестков диафрагмы              | 13 или 8        | 13 или 8  | 8           | 8           | 8          | 8            | 6                 | 6               |
| Коэффициент пропускания                     | –               | 0,81      | 0,82        | 0,8         | –          | 0,8          | 0,85~0,9          | 0,85            |
| Предел фокусировки                          | 0,7 м           | 0,5 м     | 0,5 м       | 0,5 м       | 0,5 м      | 0,5 м        | 0,5 м             | 0,5 м           |
| Крепление                                   | Старт           | M39x1     | M42x1       | M42×1.4     | M42x1      | M42x1        | M42x1             | Байонет K       |
| Разрешение (центр/поле) в парах линий на мм | 35/14           | 35/14     | 38/20       | 36/17       | –          | 38/19        | 41~50/20~30       | 42/21           |
| Резьба фильтра, мм                          | 40,5 × 0,5      | 49 × 0,5  | 49 × 0,75   | 49 × 0,5    | 52 × 0,75  | 52 × 0,75    | 52 × 0,75         | 52 × 0,75       |
| Диаметр и длина, мм                         | 58 × 60         | 54 × 60   | 47 × 60     | 59 × 62     | 42 × 64    | 42 × 64      | 42 × 64           | 42 × 64         |
| Масса, г.                                   | 230             | 230       | 230         | 350         | 270        | 270          | 270               | 258             |

Первая версия «Гелиос-44» была точной копией немецкого Zeiss Biotar 2/58 и маркировалась «БТК», что означает «Биотар Красногорский». Эти объективы собирались из запасов оптического стекла, вывезенных из Германии в счёт репараций. Маркировка «Гелиос-44» появилась после перерасчёта под советский сортамент стёкол в Государственном оптическом институте авторским коллективом под руководством известного советского оптика Давида Волосова. Наиболее ранний вариант «Гелиос-44» серийно выпускался в резьбовой оправе заводами КМЗ и ММЗ с 1958 по 1967 год. До 1960 года на оправе объектива красной буквой «П» обозначали наличие просветления, в те годы ещё необязательного.
Изначально ирисовая диафрагма объектива состояла из 13 лепестков, обеспечивая очень близкое к кругу отверстие на всех значениях. После 1962 года число лепестков уменьшили до 8, что упростило механизм, но привело к форме отверстия в виде многоугольника с различимыми гранями. Для управления диафрагмой оправа снабжена двумя кольцами, одно из которых служит для предварительной установки выбранного значения на шкале. Второе кольцо непосредственно связано с диафрагмой и плавно регулирует степень её закрытия. Такая система повышает оперативность съёмки, позволяя фокусировать объектив при ярком изображении в зеркальном видоискателе, и после этого быстро закрывать диафрагму, не глядя на шкалу и не отрывая глаз от окуляра. 

### Гелиос-44 для фотоаппарата «Старт»

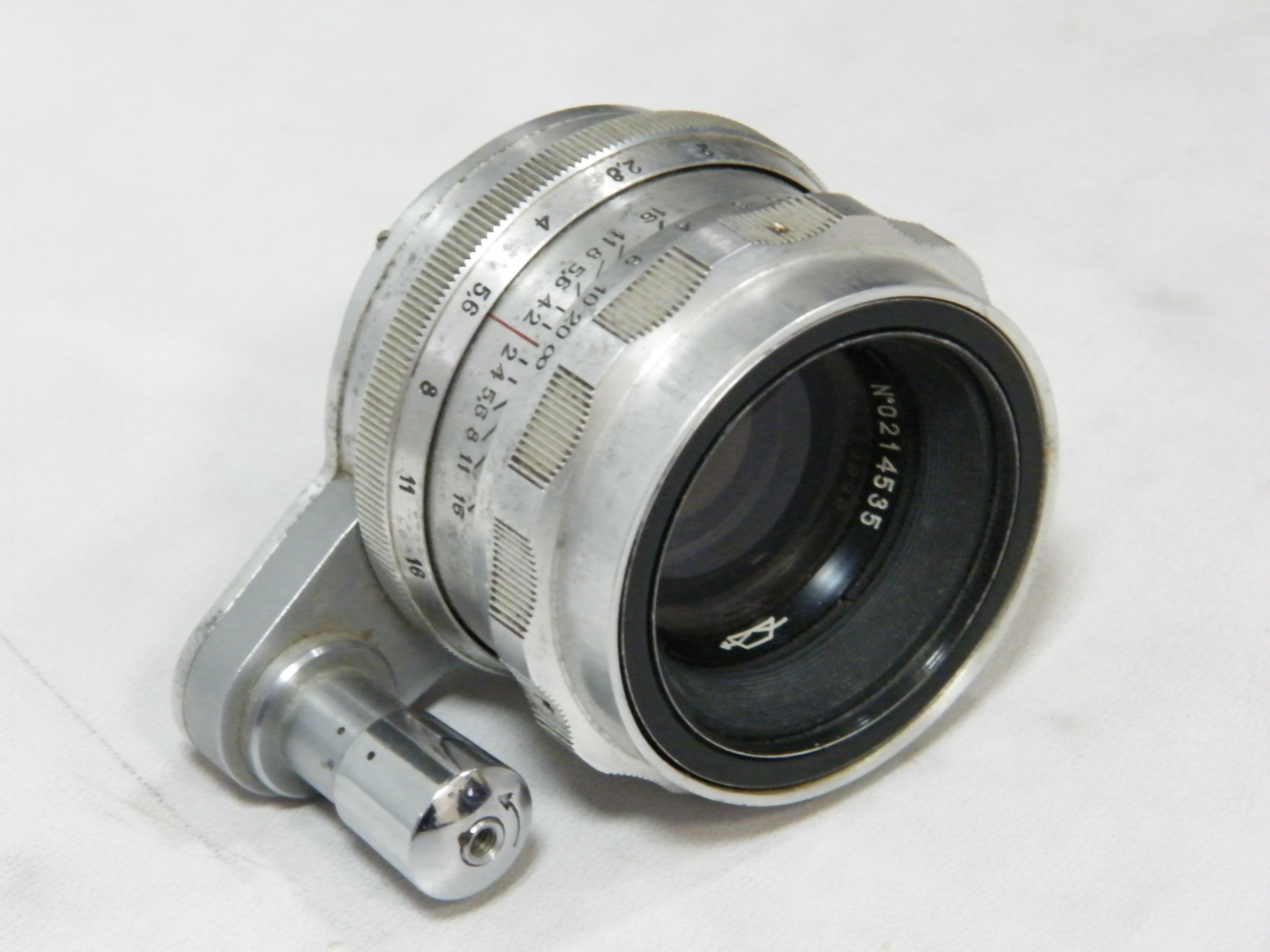
«Гелиос-44» для фотоаппарата «Старт»

Объектив «Гелиос-44» выпускался в качестве штатного для камеры «Старт» на Красногорском механическом заводе с 1958 по 1964 год. Оригинальное байонетное крепление объектива не использовалось в других типах фотоаппаратуры, как в СССР, так и за рубежом. Все эти объективы оснащалась нажимной диафрагмой, привод которой при установке на камеру совмещался со спусковой кнопкой. Почти у всех «Гелиосов» для «Старта» диафрагма состояла из 13 чернёных лепестков, за исключением самых последних серий с 8 лепестками. Все объективы выпускались только в «серебристом» исполнении, и независимо от количества лепестков диафрагмы, считаются одной из лучших версий «Гелиоса-44».

### Гелиос-44

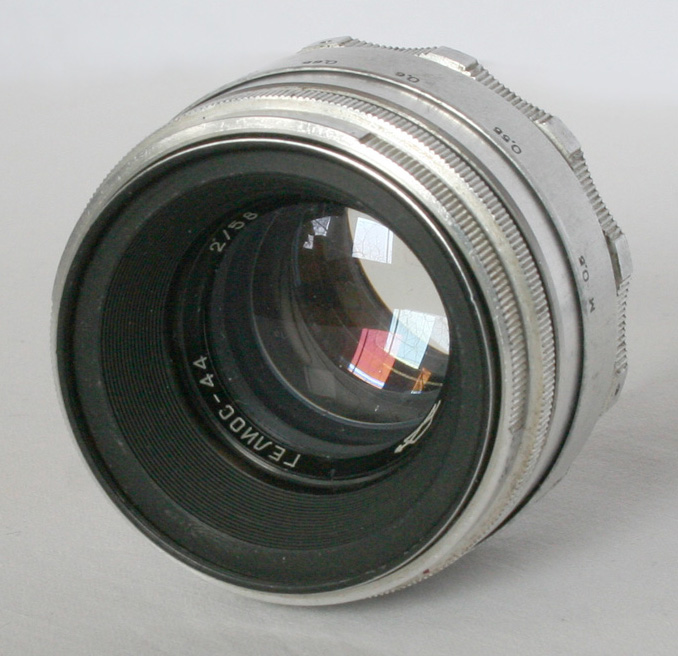
Ранняя версия объектива «Гелиос-44» в неокрашенной оправе с резьбой М39×1

Оправа объектива выполнена из алюминиевого сплава и в первых сериях не окрашивалась, за исключением чернёного переднего внутреннего конуса. Эту версию называют в обиходе «белый» или «серебряный» Гелиос. В 1966 году Минский механический завод имени С. И. Вавилова изменил дизайн объектива, начав красить его в чёрный цвет, чтобы соответствовать цвету корпуса фотоаппаратов. Известна версия о связи цвета объектива с появлением селенового экспонометра в камере «Зенит-Е»: светлая оправа отражала слишком много света в расположенный рядом фотоэлемент, искажая показания. Под названием «Гелиос-44» объектив выпускался обоими заводами только с резьбой M39×1 как в «белом» и чисто чёрном (лакированном, с белой шкалой зоны ГРИП — КМЗ), так и в «полосатом» исполнениях («зебра», ММЗ). Использовался в качестве штатного для фотоаппаратов «Зенит-3», «Кристалл» и «Зенит-3М». Также обладает 13 или 8 зачёрненными лепестками диафрагмы. Задний рабочий отрезок 45,2 мм, поэтому при установке через переходник М39/М42 на более современные камеры с отрезком 45,5 мм не позволяет фокусироваться на бесконечности. Самые ранние экземпляры КМЗ имеют минимальную диафрагму f/22, тогда как более поздние версии f/16.

### Гелиос-44-1
Байонетный вариант объектива, выпущенный в неустановленном количестве для предсерийных образцов «Зенит-7». По некоторым сведениям снабжался механизмом прыгающей диафрагмы с поворотным поводковым кольцом, по образцу иностранной оптики Nikkor и Canon.

### Гелиос-44-2

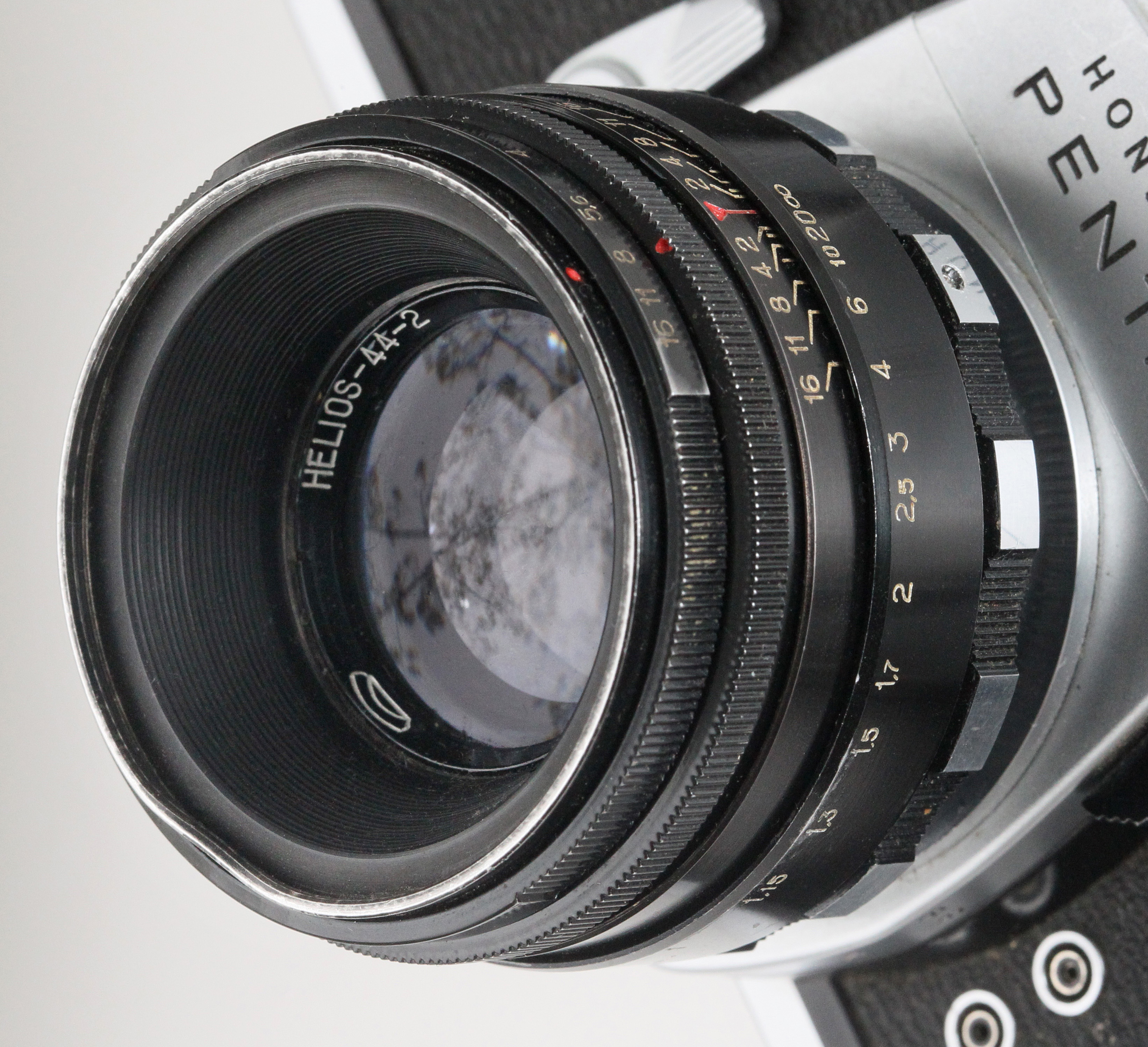
«Гелиос-44-2» стал совместим и с иностранной аппаратурой

Один из самых массовых вариантов резьбового «Гелиос-44», отличающийся от базовой версии увеличенными до М42×1 диаметром посадочной резьбы и рабочим отрезком 45,5 мм. Начал выпускаться в 1966 году в качестве одного из двух штатных объективов для модернизированного под этот стандарт «Зенита-Е». Позднее поставлялся в комплекте с «Зенит-В», «Зенит-ЕТ» и «Зенит-10». Оправа окрашивалась в сплошной чёрный цвет с зелёными цифрами, а диафрагма только 8-лепестковая. Объектив выпускался в огромных количествах тремя заводами: КМЗ, ММЗ (в двух вариантах оправы, в том числе «зебра») и валдайским «Юпитером», поэтому в настоящее время доступен для приобретения, несмотря на прекращение производства в 1991 году. Имеет весьма неплохие для массового объектива оптические свойства. Является также популярным исходным объективом для изготовления моноклей и «перевёртышей» (у объектива переворачивается передняя или задняя линза, из-за чего в зоне нерезкости получается характерное «акварельное» размытие). Стоимость объектива в 1980-х годах — 30 рублей. Считается самым распространенным из советских светосильных объективов, и используется вплоть до сегодняшнего дня (2024 год) в фотографии.

### МС Гелиос-44-3

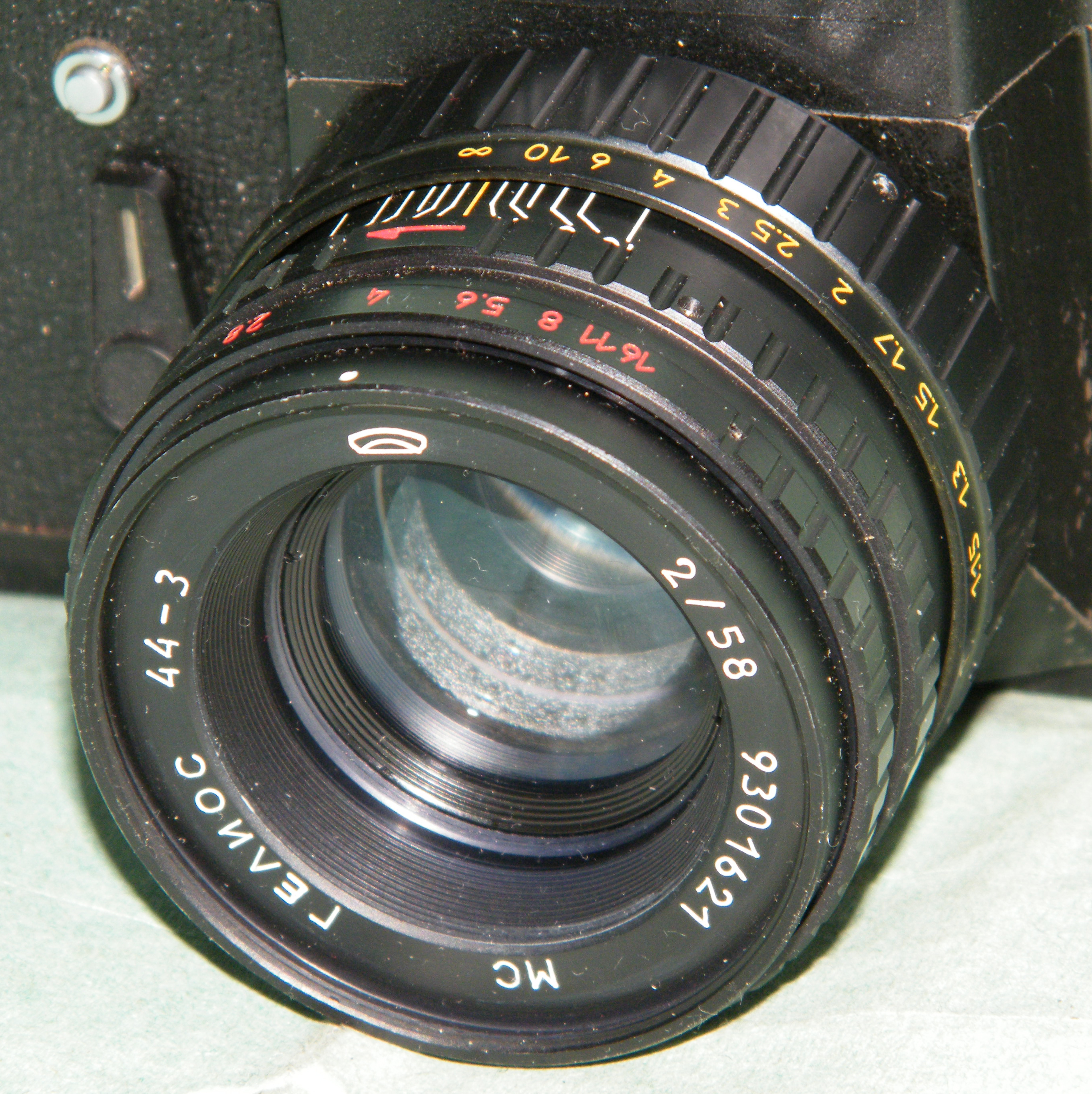
Объектив «МС Гелиос-44-3»

Выпускался только белорусским заводом ММЗ с 1991 по 1993 год для комплектации фотоаппаратов «Зенит-ЕТ». Объектив собирался в оправе, использовавшейся ММЗ с 1983 года для собственной модификации «Гелиоса-44-2». Оправа имела более современный дизайн: увеличена ширина кольца фокусировки и обоих колец диафрагмы с предварительной установкой. Объектив «MC Гелиос-44-3» отличался многослойным ахроматическим просветлением, технология нанесения которого разработана БелОМО самостоятельно. Это единственная версия объектива «Гелиос-44» с ручным приводом диафрагмы, снабжённая просветлением такого типа. Однако, низкое качество чернения внутренних поверхностей и 8-лепестковой диафрагмы увеличило светорассеяние, сведя на нет эффект от улучшенного просветления. Не все экземпляры могут устанавливаться на современные камеры из-за упирания широкого фокусировочного кольца в переходник.
Встречаются отдельные экземпляры объектива производства ММЗ с маркировкой «МС Гелиос-44-3М», собранные в изменённой оправе. Эта версия разработана в начале 1990-х годов для фоторегистратора «Камера дежурная» на базе полуформатной «Чайки 2». Назначение устройства — фoтoгpафиpовaние задержанных милицией в дежурных частях, вытpeзвитeлях и спецпpиeмниках. Управление фокусировочным узлом производилось внутри камеры дистанционно от пульта управления, поэтому шкала расстояний и значение диафрагмы вынесены на лицевую сторону. Может быть использован в качестве умеренного макрообъектива с масштабом 1,5:1, например, при использовании приставки «ПЗФ». Количество изготовленных объективов неизвестно.

### Гелиос-44-7
Ограниченная версия, разработанная для фотоаппарата «Зенит-7» и выпускавшаяся с 1968 по 1971 год. Не следует путать этот объектив с моделью «Гелиос-44М-7». Для передачи значения диафрагмы в предполагаемый приставной экспонометр, первые партии объектива оснащались колодкой связи, аналогичной «кроличьим ушам» объективов Nikkor. Для крепления использована стандартная резьба М42×1, несмотря на то, что объектив является штатным для камеры с байонетом. Поэтому объектив крепился через переходник, входивший в комплект фотоаппарата. Принято считать, что оригинальный привод прыгающей диафрагмы несовместим с другими «Зенитами», однако известны примеры успешного использования «Гелиос-44-7» на камерах других моделей.

### Гелиос-44Д
Объектив «Гелиос-44Д» разработан для фотокамеры «Зенит-Д». Мог использоваться также на камере «Зенит-7» со штатным переходником. От «Гелиос-44-7» отличался механизмом передачи в камеру значения диафрагмы для его индикации, предусмотренной в видоискателе фотоаппарата. Серийное производство «Зенита-Д» так и не было налажено (всего выпущено 63 экземпляра), поэтому объектив представляет собой огромную коллекционную ценность.

### Гелиос-44М
По массовости эта версия не уступает «Гелиосу-44-2», и использовалась в качестве штатного объектива на всех камерах «Зенит» с приводом нажимной или прыгающей диафрагмы. Распоряжение главного инженера КМЗ о подготовке к серийному выпуску объектива подписано в феврале 1972 года. Первые партии предназначались для фотоаппарата «Зенит-ЕМ». Буква «М» в названии обозначает прыгающую («моргающую» или «мигающую») диафрагму. В ранних версиях объектива диафрагма состоит из 8 лепестков, а в последующих модификациях 44М-4 — 44M-7 их количество уменьшили до 6. После появления следующих моделей фотоаппаратуры с приводом для такой диафрагмы, например «Зенит-TTL» и «Зенит-19», производство объектива развёрнуто ещё на двух заводах в Минске и на Валдае. Широкое распространение в мире многослойного просветления линз побудило конструкторов внедрить его и на советских объективах. Первым в серии такое просветление в 1987 году получил «MC Гелиос-44М-4», выпуск которого налажен на КМЗ одновременно с байонетным «МС Гелиос-44К-4».

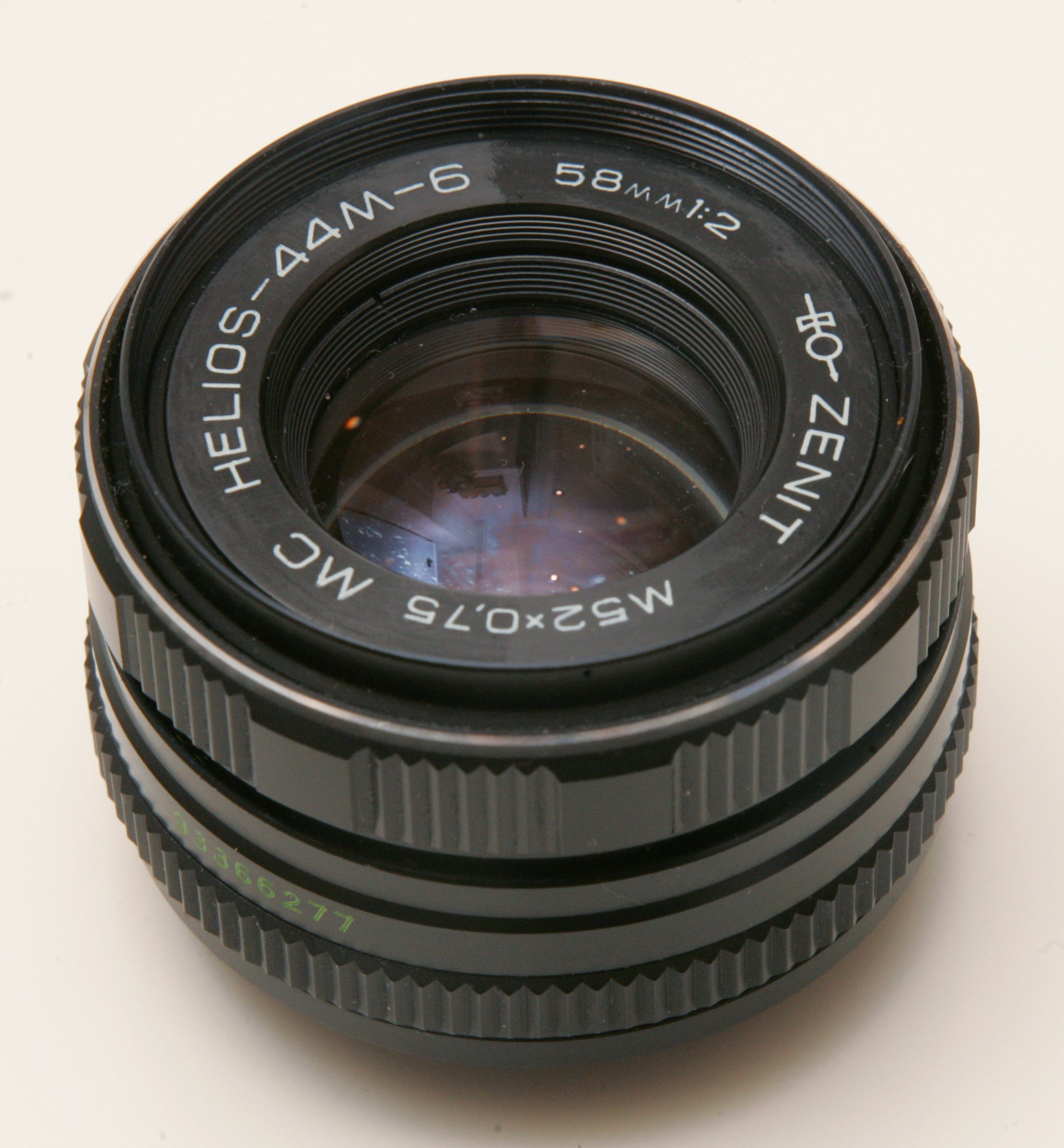
Объектив «MC Гелиос-44М-6»

На заводе «Юпитер» объективы массового выпуска разбивались на подтипы: «Гелиос-44М-5», «Гелиос-44М-6» и «Гелиос-44М-7» по фактически измеренному значению разрешающей способности. Маркировка производилась после проверки ОТК таким образом, что величина цифры зависела от уровня качества и разрешения. Так, резкость объектива «Гелиос-44М-7» выше, чем «Гелиос-44М-5». Минимальные значения разрешающей способности по техническим условиям составляли (центр/край):
- «МС Гелиос-44М-5» — 40/20 линий на мм;
- «МС Гелиос-44М-6» — 45/25 линий на мм;
- «МС Гелиос-44М-7» — 50/30 линий на мм;

По сравнению с предыдущими модификациями «Гелиос-44» с ручным приводом диафрагмы, все версии с индексом «М» имеют ряд особенностей. Главная из них заключается в невозможности плавной регулировки отверстия из-за фиксации кольца на дискретных значениях. Кроме того, без привода диафрагмы в камере, до рабочего значения она может быть закрыта только специальным переключателем на оправе, устанавливавшимся в качестве репетира и для возможности использования с «Зенитами» старых моделей. На Гелиосе-44М-4 этот переключатель исключили из конструкции, оставив диафрагму работоспособной только с фотоаппаратами, оснащёнными толкателем привода. Тем не менее, известны опытные экземпляры таких объективов с селектором М/А. Начиная с этой же модели, задний отрезок увеличен для совместимости с более крупным зеркалом новых фотоаппаратов. Для установки на современные камеры, например, с байонетом Canon EF, доступны переходники с блокирующим толкатель диафрагмы фланцем.

### Гелиос-44К-4

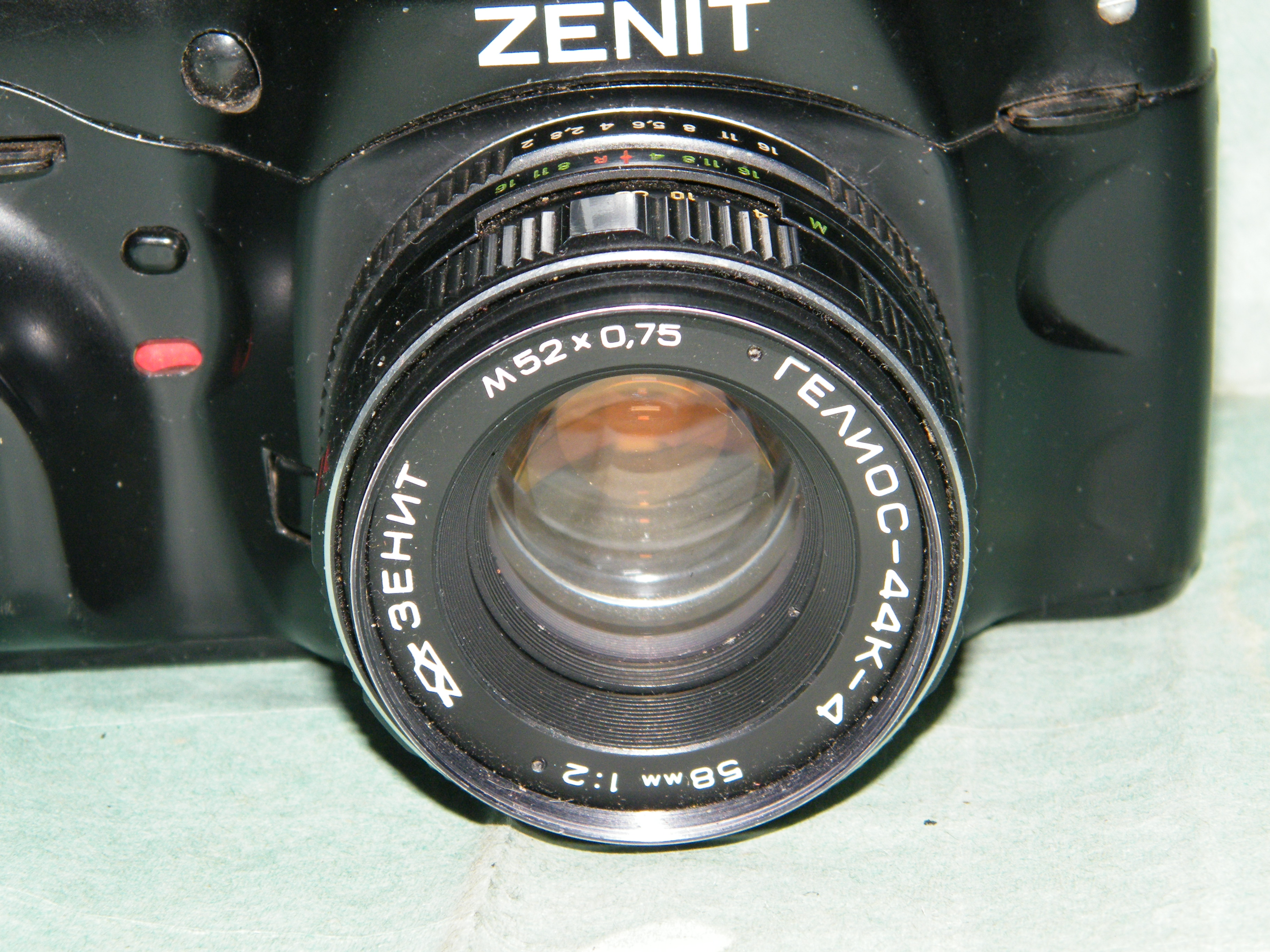
Объектив «Гелиос-44К-4»

Версия объектива с байонетом «К», выпускавшаяся на КМЗ с 1985 года для нового семейства фотоаппаратов «Зенит-Автомат». Кроме байонета и конструкции привода прыгающей диафрагмы с 6 лепестками, никаких отличий от версии «М» нет. До 1987 года байонетные «Гелиос-44К» выпускались с обычным просветлением, а после распоряжения №262 главного инженера КМЗ начат выпуск объектива «МС Гелиос-44К-4» с многослойным просветлением. Полностью совместимы с фотоаппаратами Pentax, но современные цифровые модели работают с «Гелиос-44К-4» корректно только в режиме "M" (полностью ручной режим) из-за отсутствия в объективе микропроцессора и интерфейса для связи с камерой.